# Joutsa
Joutsa är en kommun i landskapet Mellersta Finland. Grannkommuner är Luhanka i väster, Jyväskylä i nordväst, Toivakka i norr, Kangasniemi och Hirvensalmi i öster samt Gustav Adolfs i söder.
Joutsa har 4 263 invånare och är enspråkigt finsk. 
Tillsammans med Luhanka bildar kommunen Joutsa ekonomiska region.

## Politik

### Mandatfördelning i Joutsa kommun, valen 1976–2021
| 9 | 11 |  | 6 |

|  | 8 |  | 11 |  | 5 |

| 8 | 3 | 10 | 6 |

| 6 | 3 | 12 |  | 5 |

| 7 | 2 | 10 | 2 | 6 |

| 6 | 2 | 10 |  | 8 |

| 6 | 2 | 11 |  | 7 |

| 7 |  | 13 |  | 5 |

| 21 | 6 |

|  | 5 | 10 | 2 | 9 |

| 20 | 7 |

| 5 | 2 | 13 | 2 | 5 |

| 20 | 7 |

| 4 |  | 2 | 11 |  | 6 |

| 18 | 7 |

| 3 | 1 | 4 | 9 | 1 | 5 |

| 15 | 8 |

## Demografi

### Befolkningsutveckling
| Befolkningsutvecklingen i Joutsa kommun 1975–2020                                                            | Befolkningsutvecklingen i Joutsa kommun 1975–2020 | Befolkningsutvecklingen i Joutsa kommun 1975–2020 | Befolkningsutvecklingen i Joutsa kommun 1975–2020 | Befolkningsutvecklingen i Joutsa kommun 1975–2020 |
| --- | ------------------------------------------------- | ------------------------------------------------- | ------------------------------------------------- | ------------------------------------------------- |
| |                                                   |                                                   |                                                   |                                                   |
| År |                                                   |                                                   | Folkmängd                                         |                                                   |
| 1975 | 1975                                              |                                                   | 6 474                                             |                                                   |
| 1980 | 1980                                              |                                                   | 6 191                                             |                                                   |
| 1985 | 1985                                              |                                                   | 6 045                                             |                                                   |
| 1990 | 1990                                              |                                                   | 5 920                                             |                                                   |
| 1995 | 1995                                              |                                                   | 5 859                                             |                                                   |
| 2000 | 2000                                              |                                                   | 5 450                                             |                                                   |
| 2005 | 2005                                              |                                                   | 5 213                                             |                                                   |
| 2010 | 2010                                              |                                                   | 5 053                                             |                                                   |
| 2015 | 2015                                              |                                                   | 4 688                                             |                                                   |
| 2020 | 2020                                              |                                                   | 4 297                                             |                                                   |
| Anm: Uppgifterna avser förhållandena den 31 december nämnda år enligt områdesindelningen den 1 januari 2022. |                                                   |                                                   |                                                   |                                                   |

### Språk
Befolkningen efter språk (modersmål) den 31 december 2022. Finska, svenska och samiska räknas som inhemska språk då de har officiell status i landet. Resten av språken räknas som främmande. För språk med färre än 10 talare är siffran dold av Statistikcentralen på grund av sekretesskäl.
| Språk                        | Talare 2022-12-31 | Talare 2022-12-31 |
| Språk                        | Antal             | Andel (%)         |
| ---------------------------- | ----------------- | ----------------- |
| Hela befolkningen            | 4 171             | 100,0             |
| Inhemska språk totalt        | 4 068             | 97,5              |
| Finska                       | 4 058             | 97,3              |
| Svenska                      | 10                | 0,2               |
| Främmande språk totalt       | 103               | 2,5               |
| Estniska                     | 31                | 0,7               |
| Thailändska                  | 12                | 0,3               |
| Ryska                        | 12                | 0,3               |
| Språk med färre än 10 talare | 48                | 1,2               |

|  | Finska (97,3 %) |

|  | Svenska (0,2 %) |

|  | Främmande språk (2,5 %) |

|  | Finska (97,3 %) |

|  | Svenska (0,2 %) |

|  | Främmande språk (2,5 %) |